# Невма
Невма, мн. ч. невми (на латински neuma от старогръцки πνεῠμα – „въздух“ или νεῠμα – „движение, с което се дава знак“) са особени музикални знаци и свързаната с тях „невмена нотация“. Разпространява се в Европа през ранното Средновековие и е свързана с необходимостта от мелодично изпълнение на даден богослужебен текст.
Невмите представляват набор от знаци, които се поставят над или под съответния литургичен текст. За разлика от съвременните ноти, те не указват абсолютната височина на музикалния тон, а само повишаването или понижаването на гласа с една или повече степени в рамките на предварително зададен лад. Съществуват невми, обозначаващи определени ритмични фигури и мелизми.
В късното Средновековие и през Ренесанса невмената нотация постепенно бива изместена от съвременната музикална нотация. В България византийското невмено писмо доминира до средата на 19 век. В православното богослужение невмената нотация от византийски тип се използва и до днес.
Невменото нотно писмо е било реформирано от българския светец Йоан Кукузел (13-14 в), когато пребивавал във Великата лавра „Свети Атанасий“, Света гора.
Тези знаци са били използвани за отбелязване на други видове мелодии различни от обикновеното тананикане, включително тези като трубадур и trouvère мелодии, монофонични, conductus и отделните линии на полифонични песни neumes. В някои традиции, като например тези на училището Нотр Дам по полифония, някои модели на neumes са били използвани да представляват определени ритмични модели, наречени художествени режими.